# Łomo ŁK-A

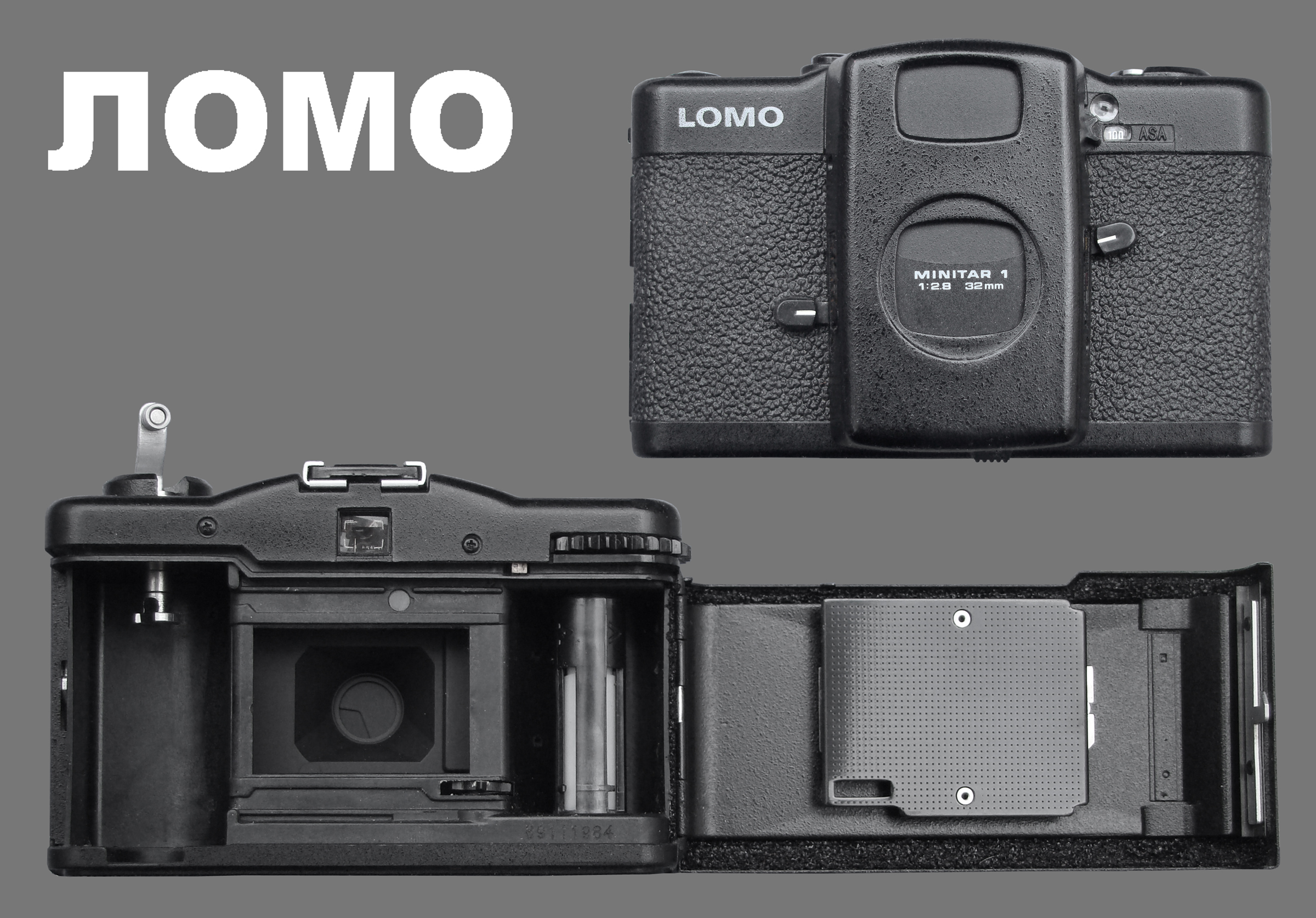
Egzemplarz Łomo LK-A z roku 1989

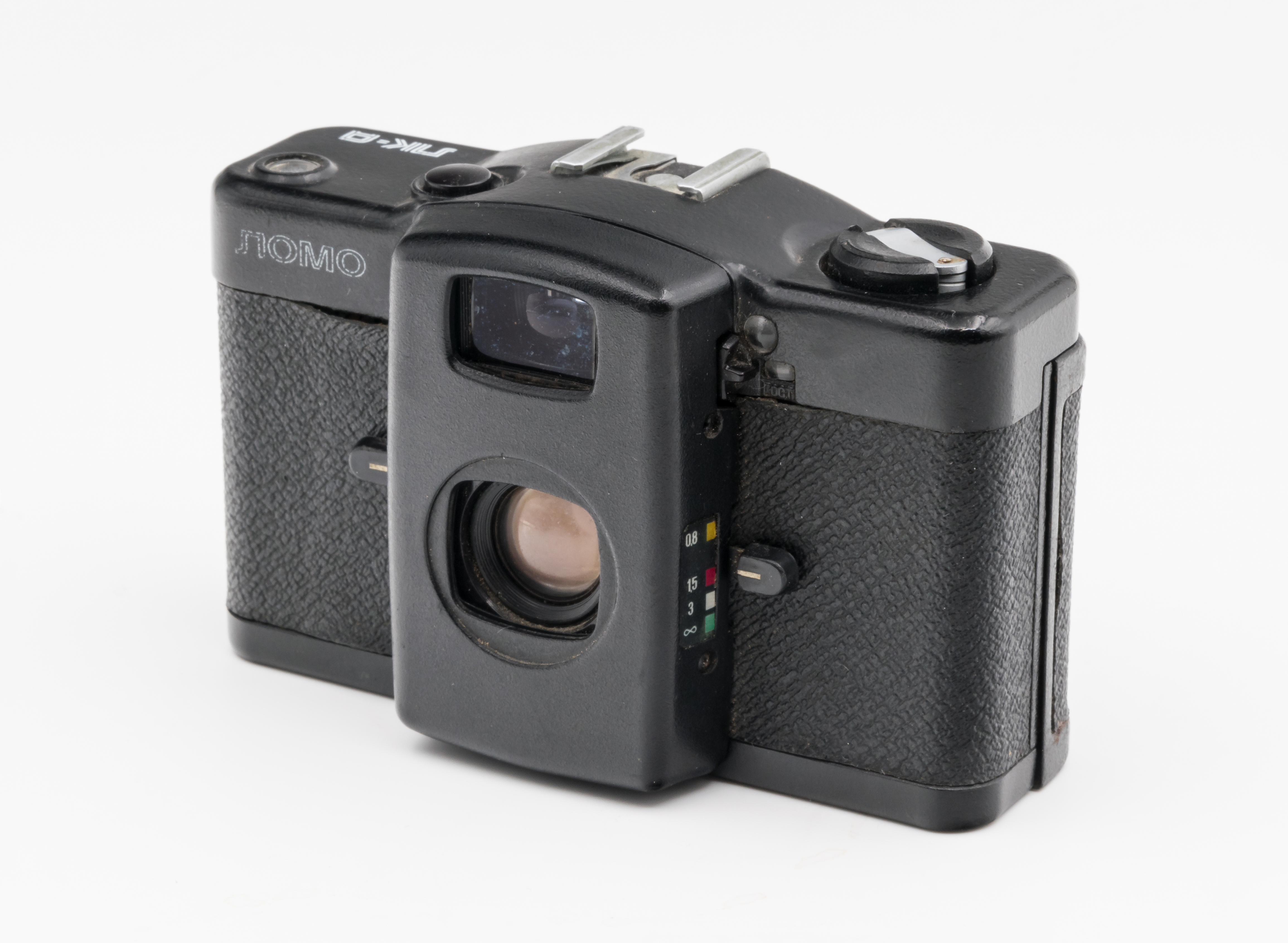
Łomo ŁK-A

Łomo ŁK-A (ЛОМО Компакт-Автомат ЛК-А, Lomo LC-A) – marka radzieckich aparatów fotograficznych produkowanych od roku 1983 przez zakłady optyki precyzyjnej OAO Łomo z Leningradu. Charakterystyczną cechą modelu ŁK-A (Łomo-Kompakt-Automat) była niska cena, małe wymiary 107 × 68 × 43,5 mm, mała masa 250 g oraz nieskomplikowana obsługa, którą umożliwiała elektronicznie sterowana migawka sprzężona z układem pomiaru warunków naświetlania. Ustawienia sprowadzały się jedynie do ustawienia odległości i czułości filmu. Dzięki tym cechom firmie Łomo udało się sprzedać ponad 250 tys. sztuk aparatu, którego produkcję zarzucono pod koniec lat 80.
Aparat wyposażony był w trójsoczewkowy obiektyw szerokokątny "Minitar-1" o kącie widzenia 63° i jasności 1:2,8, umożliwiający zdjęcia w zakresie od 80 cm do nieskończoności. Migawka sterowana automatycznie z zakresem od 1/500 do 2 sekund, z baterią typu SR 44. Synchronizacja do flesza 1/60 sek z kontaktem w siodełku u góry aparatu. Gwint statywowy 1/4 cala. Automatyka działa przy czułości filmu 25-400 ASA.
Konstrukcja ŁK-A była w dużym stopniu wzorowana na japońskim aparacie marki Cosina CX-1.